# Municipio de Greenwood (condado de Franklin)
El municipio de Greenwood (en inglés: Greenwood Township) es un municipio ubicado en el condado de Franklin en el estado estadounidense de Kansas. En el año 2010 tenía una población de 459 habitantes y una densidad poblacional de 5,78 personas por km².

## Geografía
El municipio de Greenwood se encuentra ubicado en las coordenadas 38°33′36″N 95°26′38″O / 38.56000, -95.44389. Según la Oficina del Censo de los Estados Unidos, el municipio tiene una superficie total de 79.42 km², de la cual 78,7 km² corresponden a tierra firme y (0,91 %) 0,72 km² es agua.

## Demografía
Según el censo de 2010, había 459 personas residiendo en el municipio de Greenwood. La densidad de población era de 5,78 hab./km². De los 459 habitantes, el municipio de Greenwood estaba compuesto por el 97,82 % blancos, el 0,65 % eran afroamericanos, el 0,44 % eran amerindios y el 1,09 % eran de una mezcla de razas. Del total de la población el 1,31 % eran hispanos o latinos de cualquier raza.